# چبوکزا
چبوکزا (به لاتین: Trzebucza) یک سکونتگاه مسکونی در لهستان است که در Gmina Grębków واقع شده‌است.